# Парсаданян, Борис Христофорович
Бори́с Христофо́рович Парсаданя́н (Boriss Parsadanjan, также Boriss Parsadanov, 14 мая 1925, Кисловодск, Северо-Кавказский край, РСФСР, СССР ― 14 мая 1997, Таллин, Эстония) ― армяно-эстонский композитор и скрипач. Народный артист Эстонской ССР (1984). 

## Биография
Первые уроки музыки получил в музыкальной студии при Армянском доме культуры в Кисловодске. С началом Великой Отечественной войны занятия были прерваны: вскоре Парсадян был призван в армию и за годы службы получил несколько медалей. После демобилизации занимался по классу скрипки в Музыкальном училище им. Гнесиных в Москве и окончил его в 1950 году. С 1950 по 1953 год работал концертмейстером оркестра Московской эстрады. 
После женитьбы переехал в Эстонию, где в 1953 году получил место в Таллиннском радио-оркестре, но затем решил сосредоточиться на сочинительстве. Поступив в консерваторию в Таллине, он начал изучать композицию у Хейно Эллера, закончил ее в 1959 году. В 1967 году стал заместителем главного редактора Главной музыкальной редакции Центрального телевидения СССР, с 1970 выступал инструктором отдела культуры ЦК Коммунистической партии Эстонии, с 1975 работал художественным руководителем Филармонии Эстонской ССР. 
Был удостоен почётного звания Заслуженного деятеля искусств Эстонской ССР в 1967 году. 
Среди его сочинений ― одиннадцать симфоний, написанных между 1958 и 1987 годами; вторая симфония была посвящена композитором памяти Мартироса Сарьяна; концерт для скрипки (1955), духовой квинтет (1967), струнный квартет (1974), соната для скрипки (1986) и ряд прочих музыкальных произведений. 

## Награды и звания
- 1967 — Заслуженный деятель искусств Эстонской ССР.
- 1973, 1979, 1982 — Музыкальная премия Эстонской ССР.
- 1984 — Народный артист Эстонской ССР.